# Maurice Garin
Maurice Garin (født 3. marts 1871, død 18. februar 1957) var en italiensk-fransk cykelrytter. I 1903 blev den første vinder af Tour de France. Han vandt tre etaper, og fik for sin bedrift 6.075 franc svarende til ca. 1.400.000 i danske nutidskroner.
Andre bedrifter:
- 1897: Paris-Roubaix
- 1898: Paris-Roubaix
- 1901: Paris-Brest-Paris
- 1902: Bordeaux-Paris (to løb blev afholdt, og vinderen af det andet blev Edouard Wattelier)